# Artavazd Kamsarakan
Artavazd Kamsarakan (en arménien Արտավազդ Կամսարական) ou Artavase Kamsarakan est un membre de la famille Kamsarakan et, selon certaines hypothèses, un prince d'Arménie de 726 à 732.

## Biographie
Il est connu par une inscription située dans le village de Nakchavan : « ici repose parmi ses pères le bienheureux seigneur Artavazd Kamsarakan, ex-consul, patrice et prince d'Arménie, fils de Hrahat, patrice, seigneur du Širak et de l'Aršarounik, époux de Šoušan Mamikonian ». S'appuyant sur la Vie de Vahan du moine Artavazd, Christian Settipani suit l'avis de Jean-Michel Thierry et de Timothy Greenwood qui identifient Šoušan Mamikonian à une veuve homonyme, princesse de Širak, qui dut quitter l'Arménie en 735 à cause de la menace arabe.
La difficulté est qu'Artavazd Kamsarakan ne figure pas dans les listes communément admises des princes d'Arménie. Mais ces listes contiennent une lacune entre 726 et 732. En effet ces listes s'appuient sur l’Histoire universelle d'Asoghik qui raconte : « Après Sempad, le gouvernement de l'Arménie passa entre les mains d'Aschod le Bagratide, fils de Vassag, lequel le conserva quinze ans. Il fut privé de la vue par les Mamigoniens, jaloux de son autorité, sous le règne de Merwan, émir-almouménin. ». Mais d'autres textes ont permis de dater la fin du principat de Smbat Bagratouni à 726 et celle du début du principat d'Achot Bagratouni à 732. À partir de ces données, plusieurs explications ont été proposées :
- George Ter-Gevondian, l'auteur de la liste des princes d'Arménie, suggère qu'Achot Bagratouni a été prince de manière officieuse entre 726 et 732[3].
- Christian Settipani pense qu'Artavazd Kamsarakan a été prince d'Arménie entre ces deux dates, hypothèse cohérente avec le fait que son épouse soit veuve en 732. Il explique son absence du récit d'Asoghik en considérant que ce dernier était le reflet d'une tradition mettant en valeur les Bagratouni et en retrait leurs ennemis, les Mamikonian et les Kamsarakan[3].
- Il propose également une autre hypothèse selon laquelle il y a pu avoir entre 726 et 732 deux prétendants au principat, Artavazd Kamsarakan et Achot Bagratouni[3].

Cependant le principat d'Artavazd Kamsarakan n'est pas admis par tous. Cyrille Toumanoff le mentionne dans la généalogie des Kamsarakan sans préciser ce titre de prince d'Arménie, et ne le mentionne pas dans sa liste des princes, bien qu'il laisse vide la lacune entre 726 et 732.
En 730, les Khazars effectuent un de leurs nombreux raids contre l'Arménie et ravagent la province de Phaïtakaran. Les Arméniens et les Arabes prennent les armes et les repoussent avec succès, même si Djarrah, gouverneur arabe de l'Arménie, est tué au cours de l'engagement.

## Famille
L'inscription qui le mentionne le dit fils de Hrahat Kamsarakan, seigneur du Širak et de l'Aršarounik, et marié à Šoušan Mamikonian.
Pour Settipani, Hrahat est fils de Nersēh Kamsarakan, prince d'Arménie, et de Šoušan Kamsarakan. De son côté, Toumanoff considère Hrahat comme un fils d'un Narsès Kamsarakan et de Suzanne, ce Narsès étant fils du prince d'Arménie homonyme.
Les deux auteurs s'accordent à dire que Šoušan (ou Suzanne) Mamikonian est une fille de Hrahat Mamokonian et la sœur de Davith Mamikonian et des princes Grigor II Mamikonian et Moušeł VI Mamikonian. Ils s'accordent également pour dire que de ce mariage est né le dernier membre important de la famille, Nersēh Kamsarakan, qui meurt au cours de l'hiver 785,.
Il existe un contemporain d'Artavazd Kamsarakan, bien qu'il soit difficile de le dater avec précision. Il s'agit de Hamazasp Kamasarakan Pahlavouni, ancêtre de la famille Pahlavouni. Chritian Settipani, même s'il n'est pas assuré de son historicité, le considère comme un fils d'Artavazd, tandis que Cyrille Toumanoff y voit un frère d'Artavasde.